# Ла-Москития
Ла-Моски́тия (исп. La Mosquitia) — прибрежный район в восточной и северо-восточной части департамента Грасьяс-а-Дьос в Республике Гондурас. Является частью исторической области Москитовый берег, простирающегося в северо-восточную часть Никарагуа.. Это очень плохо развитый район тропических лесов и мангровых болот, где практически отсутствуют дороги. Его населяют различные аборигенные и этнические группы, среди которых мискито, печ, рама, сумо, гарифуна, ладино, креолы. На его территории находится национальный парк Рио-Платано, внесённый в список Всемирного наследия ЮНЕСКО. Крупнейший город — Пуэрто-Лемпира.
Район Ла-Москития входит в состав департамента Грасьяс-а-Дьос, второго по величине департамента страны после департамента Оланчо площадью 16 630 км². Бо́льшая часть его территории — очень жаркая и влажная равнина, которую пересекают многочисленные ручьи и реки, среди которых реки Рио-Платано, Патука, Варунта, Коко. Крупнейшая лагуна в Гондурасе, Каратаска, находится в этом районе. Она мелководная, с солёной водой и отделена от моря узкой песчаной косой.
Климат Ла-Москитии способствует росту густых тропических лесов, которые теперь охраняются законом. Биосферный заповедник Рио-Платано, являющийся частью так называемых «лёгких» Центральной Америки, занимает почти 7 % территории Гондураса. Здесь обитает множество самой разнообразной флоры и фауны. Среди многочисленных видов — ягуар, тапир, пекари, крокодил, ламантин, серая цапля, белоголовый капуцин.
Численность населения в 2008 году превысила 80 тысяч, плотность населения — 4,8 жителей/км², самая низкая в стране. Основной источник доходов населения — добыча омаров под водой. По состоянию на 1997 год туристической деятельности в этом регионе не наблюдалось.
Через территорию Ла-Москитии проходит маршрут незаконного оборота наркотиков.
Несмотря на привлекательность роскошных тропических лесов для туризма, отсутствие туристической инфраструктуры значительно затрудняют дело. Эту ситуацию пытается переломить местный проект экотуризма La Ruta Moskitia Ecotourism Alliance.
2 марта 2015 года журнал National Geographic объявил об обнаружении организованной в этот район экспедицией руин ранее неизвестного города. Экспедиция искала место нахождения легендарного «Белого города» (La Ciudad Blanca), также известного как «Город обезьянего бога», который западные путешественники искали со времён испанских конкистадоров в XVI веке. Экспедиция нанесла на карту площади, земляные сооружения, курганы и глиняную пирамиду, принадлежащие неизвестной культуре. Также был обнаружен тайник с каменными скульптурами в основании пирамиды. Руины города были обнаружены в мае 2012 года с помощью лидара и впоследствии были тайно обследованы при содействии армии Гондураса. Экспедиция задокументировала место нахождения бывшего города, но не проводила раскопок. В целях защиты место его нахождения не раскрывается.